# Яцкуляк, Ян
Ян Яцкуляк (словац. Ján Jackuliak; 10 июля 1978, Лученец, Чехословакия) — словацкий актёр театра и кино.
Понял, что хочет быть актёром, в подростковом возрасте. Окончил консерваторию в городе Кошице (специальность "драматическое искусство"), затем был приглашён в Государственный театр в Кошице. Позже переехал в Брно, где окончил Академию музыки имени Яначека (специальность "актёр мюзикла"), защитив дипломную работу "Мюзикл - три основных кита: танец, песня и актёрское мастерство". Состоял в труппе Городского театра в Брно с 1 июня 2001 года по 31 июля 2011 года. Выступает на сцене Национального театра в Брно и Малого театра комедии. С 2005 года снимается с телесериалах и кино.

## Роли в Городском театре в Брно (выборочно)
- Бернардо – Вестсайдская История
- Че – Эвита
- Игнат Сопко – Koločava
- Фидель – Иствикские ведьмы
- Иуда Искариот – Иисус Христос-Суперзвезда
- Кейхал – Белоснежка и семь гномов
- Иуда – Иосиф и его удивительный яркий плащ
- Араламби – Цыгане уходят в небо
- Мистер Бамбл – Оливер!
- Бергер – Волосы

## Роли в Национальном театре в Брно (выборочно)
- Виконт де Наньяк – Идеальный муж
- Иржи Штайдл – Жених и невеста
- Иоганн Фишер – Чёрная Мадонна брненская
- Журден – Мещанин во дворянстве
- Лаврентий – Ромео и Джульетта
- Скат – Седьмая печать
- Филипп Ломбард – Десять негритят

## Фильмография (выборочно)
2005 - "3 + 1 с Мирославом Донутилом" (ТВ-сериал)
2007 - "Приёмная в розовом саду" (ТВ-сериал)
2010 - "Уголовная полиция Старого города" (ТВ-сериал)
2011 - "Невиновные" (ТВ-сериал)
2012 - "Ангелы", "Игристое вино" (ТВ-сериал), "Доктор Совершенство" (ТВ-сериал), "Горячая кровь" (ТВ-сериал)
2013 - "Голос героя" (студенческий фильм), "Уголовная полиция Старого города - 2" (ТВ-сериал), "Кандидат" (художественный фильм), "Реальные истории с Каткой Брыхтовой" (ТВ-сериал)
2014 - "Доктора" (ТВ-сериал)
2015 - "Покушение" (ТВ-сериал)
2016 - "Масарик"

## Внешние ссылки
- Ян Яцкуляк (недоступная ссылка) в чешско-словацкой кинобазе
- Ян Яцкуляк на официальном сайте Национального театра в Брно